# جزيرة إيريوموته
جزيرة إيريوموته (باليابانيَّة: 西表島، بالأوكيناويَّة: Iriumuti) هي أكبر جزر ياياما في اليابان وثاني أكبر جزر محافظة أوكيناوا بعد جزيرة أوكيناوا نفسها.
تبلغ مساحة الجزيرة 289.27 كيلومترًا مربعًا (111.69 ميلًا مربعًا) وبلغ عدد سكانها نحو 2,347 نسمة في عام 2005. لا تحوي الجزيرة على مطار ويبلغها معظم الزوار - الذين تجاوزوا 390 ألف زائر في عام 2006- من جزيرة إشيغاكي من خلال العبَّارة، حيث يبلغ طول مسار هذه الرحلة 31.4 كيلومترًا (19.5 ميل) إلى ميناء ويهارا (上原港) الواقع على الساحل الشمالي الشرقي لإيريوموت أو ميناء أوهارا (大原港) الواقع على الساحل الجنوبي الشرقي.
تتكون إيريوموت بشكل أساسي من جبال منخفضة تتراوح ما بين 300 إلى 460 مترًا (980 إلى 1510 قدمًا) في الارتفاع مع غابات شبه استوائيَّة دائمة الخضرة، بما في ذلك أحزمة واسعة من أشجار الايكة على طول المجاري المائية.
تتبع إيريوموت من الناحية الإداريَّة إلى بلدة تاكيتومي التي تتبع بدورها محافظة أوكيناوا. تقتصر بنيتها التحتيَّة على طريق ساحلي وحيد يربط القرى على الشواطئ الشمالية والشرقية للجزيرة.

## النشاط الاقتصادي
يعتمد اقتصاد الجزيرة على السياحة، والإنتاج الزراعي ولا سيما زراعة الأناناس وقصب السكر والمانجو واستخراج اللؤلؤ وصيد السمك.

## الجغرافيا والمناخ
تغطي الغابات الكثيفة ومستنقعات الأيكة الساحليَّة ما نسبته 90% من مساحة الجزيرة. تشكل الأراضي المحمية العائدة للدولة ما نسبته 80% من مساحة الجزيرة، في حين يحتل منتزه إيريوموت الوطني ما نسبته 34.3% من الجزيرة. أعلى نقطة على الجزيرة هي جبل كومي (كوميداكي) البالغ ارتفاعه 469.5 مترًا (1540 قدمًا). ثمة بركان نشط تحت الماء كان آخر ثوران له في عام 1924. يبعد هذا البركان مسافة نحو 21 كيلومترًا (13 ميلًا) شمال غرب إيريوموت. تقع جزيرة يوبو على بعد نحو 0.5 كيلومترًا شرق الجزيرة.
يعد نهر أوراوتشي في إيريوموت أكبر نهر في محافظة أوكيناوا. يخترق نهرا ناكاما وناكارا الصغيران الجزيرة. كذلك تحوي إيريوموت شلالًا يدعى بينايسارا، وهو أكبر شلال في محافظة أوكيناوا.

تتميز الجزيرة بمناخها الاستوائي (بحسب تصنيف كوبن للمناخ)، حيث يبلغ متوسط درجة الحرارة السنوية 23.9 درجة مئوية (75.0 درجة فهرنهايت)، وتتراوح درجة الحرارة الشهرية العادية من 18.5 درجة مئوية (65.3 درجة فهرنهايت) في شهر يناير إلى 28.9 درجة مئوية (84.0 درجة فهرنهايت) في شهر يوليو. وعمومًا تشهد إيريوموت موسمًا من الأعاصير خلال الفترة من يونيو إلى سبتمبر.
| البيانات المناخية لـإيريوموت (معدلات درجات الحرارة الطبيعية 1991−2020 ودرجات الحرارة القياسية 1954−الآن) | البيانات المناخية لـإيريوموت (معدلات درجات الحرارة الطبيعية 1991−2020 ودرجات الحرارة القياسية 1954−الآن) | البيانات المناخية لـإيريوموت (معدلات درجات الحرارة الطبيعية 1991−2020 ودرجات الحرارة القياسية 1954−الآن) | البيانات المناخية لـإيريوموت (معدلات درجات الحرارة الطبيعية 1991−2020 ودرجات الحرارة القياسية 1954−الآن) | البيانات المناخية لـإيريوموت (معدلات درجات الحرارة الطبيعية 1991−2020 ودرجات الحرارة القياسية 1954−الآن) | البيانات المناخية لـإيريوموت (معدلات درجات الحرارة الطبيعية 1991−2020 ودرجات الحرارة القياسية 1954−الآن) | البيانات المناخية لـإيريوموت (معدلات درجات الحرارة الطبيعية 1991−2020 ودرجات الحرارة القياسية 1954−الآن) | البيانات المناخية لـإيريوموت (معدلات درجات الحرارة الطبيعية 1991−2020 ودرجات الحرارة القياسية 1954−الآن) | البيانات المناخية لـإيريوموت (معدلات درجات الحرارة الطبيعية 1991−2020 ودرجات الحرارة القياسية 1954−الآن) | البيانات المناخية لـإيريوموت (معدلات درجات الحرارة الطبيعية 1991−2020 ودرجات الحرارة القياسية 1954−الآن) | البيانات المناخية لـإيريوموت (معدلات درجات الحرارة الطبيعية 1991−2020 ودرجات الحرارة القياسية 1954−الآن) | البيانات المناخية لـإيريوموت (معدلات درجات الحرارة الطبيعية 1991−2020 ودرجات الحرارة القياسية 1954−الآن) | البيانات المناخية لـإيريوموت (معدلات درجات الحرارة الطبيعية 1991−2020 ودرجات الحرارة القياسية 1954−الآن) | البيانات المناخية لـإيريوموت (معدلات درجات الحرارة الطبيعية 1991−2020 ودرجات الحرارة القياسية 1954−الآن) |
| الشهر | يناير | فبراير                                                                                                   | مارس | أبريل | مايو | يونيو | يوليو | أغسطس | سبتمبر                                                                                                   | أكتوبر                                                                                                   | نوفمبر                                                                                                   | ديسمبر                                                                                                   | المعدل السنوي                                                                                            |
| --- | --- | --- | --- | --- | --- | --- | --- | --- | --- | --- | --- | --- | --- |
| الدرجة القصوى °م (°ف)                                                                                    | 27.6 (81.7)                                                                                              | 27.8 (82.0)                                                                                              | 29.7 (85.5)                                                                                              | 31.0 (87.8)                                                                                              | 33.1 (91.6)                                                                                              | 34.6 (94.3)                                                                                              | 35.7 (96.3)                                                                                              | 35.0 (95.0)                                                                                              | 34.3 (93.7)                                                                                              | 33.1 (91.6)                                                                                              | 31.2 (88.2)                                                                                              | 29.4 (84.9)                                                                                              | 35.7 (96.3)                                                                                              |
| متوسط درجة الحرارة الكبرى °م (°ف)                                                                        | 20.9 (69.6)                                                                                              | 21.6 (70.9)                                                                                              | 23.1 (73.6)                                                                                              | 25.5 (77.9)                                                                                              | 28.3 (82.9)                                                                                              | 30.5 (86.9)                                                                                              | 32.1 (89.8)                                                                                              | 31.5 (88.7)                                                                                              | 30.3 (86.5)                                                                                              | 27.8 (82.0)                                                                                              | 25.5 (77.9)                                                                                              | 22.4 (72.3)                                                                                              | 26.6 (79.9)                                                                                              |
| المتوسط اليومي °م (°ف)                                                                                   | 18.5 (65.3)                                                                                              | 19.0 (66.2)                                                                                              | 20.2 (68.4)                                                                                              | 22.8 (73.0)                                                                                              | 25.5 (77.9)                                                                                              | 27.8 (82.0)                                                                                              | 28.9 (84.0)                                                                                              | 28.5 (83.3)                                                                                              | 27.6 (81.7)                                                                                              | 25.4 (77.7)                                                                                              | 23.1 (73.6)                                                                                              | 20.0 (68.0)                                                                                              | 23.9 (75.1)                                                                                              |
| متوسط درجة الحرارة الصغرى °م (°ف)                                                                        | 16.4 (61.5)                                                                                              | 16.7 (62.1)                                                                                              | 17.7 (63.9)                                                                                              | 20.3 (68.5)                                                                                              | 23.1 (73.6)                                                                                              | 25.8 (78.4)                                                                                              | 26.5 (79.7)                                                                                              | 26.1 (79.0)                                                                                              | 25.2 (77.4)                                                                                              | 23.4 (74.1)                                                                                              | 21.0 (69.8)                                                                                              | 17.9 (64.2)                                                                                              | 21.7 (71.0)                                                                                              |
| أدنى درجة حرارة °م (°ف)                                                                                  | 6.7 (44.1)                                                                                               | 8.3 (46.9)                                                                                               | 7.5 (45.5)                                                                                               | 10.4 (50.7)                                                                                              | 14.0 (57.2)                                                                                              | 16.1 (61.0)                                                                                              | 21.0 (69.8)                                                                                              | 21.6 (70.9)                                                                                              | 17.8 (64.0)                                                                                              | 14.0 (57.2)                                                                                              | 11.0 (51.8)                                                                                              | 8.9 (48.0)                                                                                               | 6.7 (44.1)                                                                                               |
| الهطول مم (إنش)                                                                                          | 162.9 (6.41)                                                                                             | 146.6 (5.77)                                                                                             | 147.3 (5.80)                                                                                             | 157.3 (6.19)                                                                                             | 175.6 (6.91)                                                                                             | 186.3 (7.33)                                                                                             | 128.8 (5.07)                                                                                             | 282.0 (11.10)                                                                                            | 270.8 (10.66)                                                                                            | 213.1 (8.39)                                                                                             | 192.3 (7.57)                                                                                             | 176.9 (6.96)                                                                                             | 2٬240 (88.19)                                                                                            |
| متوسط أيام هطول الأمطار (≥ 1.0 mm)                                                                       | 14.1 | 12.0 | 12.0 | 9.9 | 10.0 | 9.8 | 9.1 | 12.0 | 12.3 | 11.1 | 12.2 | 13.5 | 138 |
| متوسط الرطوبة النسبية (%)                                                                                | 73 | 77 | 77 | 78 | 81 | 82 | 81 | 83 | 80 | 75 | 77 | 75 | 78 |
| ساعات سطوع الشمس الشهرية                                                                                 | 71.8 | 82.9 | 107.1 | 124.3 | 165.8 | 203.7 | 256.2 | 218.8 | 184.5 | 139.1 | 97.1 | 70.7 | 1٬721٫9                                                                                                  |
| المصدر: وكالة الأرصاد الجوية اليابانية                                                                   | | | | | | | | | | | | | |